# Oindi
Oindi är ett berg i Spanien.   Det ligger i provinsen Gipuzkoa och regionen Baskien, i den norra delen av landet, 300 km norr om huvudstaden Madrid. Toppen på Oindi är 533 meter över havet, eller 182 meter över den omgivande terrängen. Bredden vid basen är 1,5 km.
Terrängen runt Oindi är huvudsakligen kuperad, men åt nordväst är den platt.Runt Oindi är det glesbefolkat, med 19 invånare per kvadratkilometer. Närmaste större samhälle är San Sebastián, 9,1 km norr om Oindi. I omgivningarna runt Oindi växer i huvudsak blandskog.